# François Gantheret
 François Gantheret  (né à Dijon le 27 novembre 1934 et mort le 25 décembre 2018 à Paris,) est un psychanalyste et écrivain français.

## Biographie
Docteur ès lettres et professeur émérite de psychopathologie à l’université de Paris VII, membre titulaire de l’Association Psychanalytique de France, proche du psychanalyste et écrivain Jean-Bertrand Pontalis, François Gantheret a été l’un des rédacteurs de la Nouvelle Revue de Psychanalyse (NRP) entre 1978 et 1994. En devenant l’un des membres de la rédaction de la NRP, il va  se tourner vers une forme d’écriture littéraire qui lui semble mieux rendre compte de l’expérience de l’analyste au travail. Il explique son choix et l’étonnement que la nouvelle revue a suscité chez des lecteurs  en écrivant « Cela nous a valu d’être taxés par certains, tenants de la "scientificité" de l’analyse, de revue  plus littéraire qu’analytique » .

## Transmettre l’expérience  par la fiction
François Gantheret s’oriente vers une forme d’écriture psychanalytique fictionnelle : « J’ai poussé un peu plus loin dans cette direction avec ce qui est apparu comme une provocation, et qui l’était en vérité. Devant un parterre d’analystes, j’ai soutenu que le seul mode de transmission de l’expérience de l’analyse ne pouvait être que de fiction ». Il avait  fait croire aux participants de ce colloque  que son exposé était articulé autour d’un fragment d’une vraie analyse. Et lorsqu’il a « révélé, in fine, le caractère fictionnel de [son]  récit, cela [lui] a valu la réprobation scandalisée d’une bonne partie de ceux qui l’avaient écouté. Je les avais trompés, disaient-ils, et le mot d’imposture a circulé ».
François Gantheret a écrit des nouvelles de fiction (…) ‘’des nouvelles de divan (…) tout en gardant le fil rouge de la psychanalyse’’. Il estime que son travail d’écriture est proche de l’écriture automatique des surréalistes : « Passif, celui qui écrit borne son rôle à enregistrer : il s’agit en somme d’écrire dans un état second(…) sous la dictée de l’inconscient(…) sans aucune intervention de l’esprit critique. On se laisse porter au gré des associations, par le flux des images, sans aucun souci d’ordre esthétique ».

## Œuvres
- Incertitude d’Eros, Paris, Gallimard, 1984,  (ISBN 978-2-0707-0263-3).
- Moi, monde, mots, Paris, Gallimard, 1996,  (ISBN 978-2-0707-4706-1).
- Libido Omnibus et autres nouvelles du divan, Paris, Gallimard, 1998,  (ISBN 978-2070420377 et 207042037X).
- Résistances, avec Catherine Chabert et Michel Gribinski, Paris, Association Psychanalytique de France, 2002.
- Les Corps perdus, Paris, Gallimard, 2004,  (ISBN 978-2-0707-7071-7).
- Petite route du Tholonet, Paris, Gallimard, 2005,  (ISBN 2070773450).
- Comme le murmure d’un ruisseau, Paris, Gallimard, 2006,  (ISBN 2070775070).
- Ferme les yeux, Paris, Gallimard, 2007,  (ISBN 2070782697).
- La Nostalgie du présent, Psychanalyse et écriture, Paris, Gallimard, 2010, coll. "Blanche",  (ISBN 978-2-87929-693-7).
- Les Multiples visages de l’Un : le charme totalitaire, Paris, PUF,  2013,  (ISBN 978-2-13-062076-1).
- Fins de moi difficiles, Paris, Gallimard, 2015,  (ISBN 978-2-07-014955-1).
- Topique de l'instant, Paris, Gallimard, 2018.

### Coauteur
- avec Jacques André, Miguel de Azambuja, Isée Bernateau, Catherine Chabert, Catherine Ducarre, Michel Gribinski, Dominique Suchet, Éros messager, texte de François Gantheret : « Au cœur de l'amour, cela », PUF, coll. « Petite bibliothèque de psychanalyse », 2020,  (ISBN 978-2-13-082269-1)

### Articles
- "Le pouvoir des racines", in «Pouvoirs», Nouvelle Revue de Psychanalyse, n° 8, pages 95-113, Paris, Gallimard, 1973.
- "La peau de l’analyse", in «La Psyché», Nouvelle Revue de Psychanalyse, n° 12, pages 119-124, Paris, Gallimard, 1975.
- "Quelques éléments de recherche  sur la place du biologique dans la théorie psychanalytique", in Psychanalyse à l'université, Editions Réplique, t. 1, n° 1, décembre 1975, pages 97-104.
- "Trois mémoires", in «Mémoires», Nouvelle Revue de Psychanalyse, n° 15, pages 81-91, Paris, Gallimard, 1977.
- "Per via di levare", in «L’Idée de guérison», Nouvelle Revue de Psychanalyse, no 17, pages 201-214, Paris, Gallimard, 1978.
- "Je t’aime, je crois, j’ai mal", in «La Croyance», Nouvelle Revue de Psychanalyse, n° 18, pages 243-252, Paris, Gallimard, 1978.
- "Étude d’un modèle perspectif en psychanalyse" (suite et fin), in Psychanalyse à l’Université, Éditions Réplique, t. 1, n° 1, janvier 1986, pages 5–18,  (ISSN 0338-2397).
- "Une parole qui libère", in  Le Signifiant pour quoi dire ?, ouvrage collectif auquel ont participé les psychanalystes André Beetschen, Catherine Chabert, Dominique Clerc-Maugendre, Michel Gribinski, Jean-Claude Lavie, Danielle Margueritat, J.-B. Pontalis, Jean-Claude Rolland et Guy Rosolato. Ce live a été édité par l’Association Psychanalytique de France, février 1998.
- "D’un nécessaire naufrage du moi", Le Monde des livres, 24 mai 2007, à l’occasion des Assises internationales du roman, Lyon, mai-juin 2007.
- "Avant-propos" de François Gantheret et Jean-Michel Delacomptée in Le royaume intermédiaire, Psychanalyse, littérature, autour de J.-B.Pontalis, Paris, Gallimard, 2007, coll. "Folio essais",  (ISBN 978-2-07-034775-9).